# Valiant Is the Word for Carrie
Valiant Is the Word for Carrie è un film del 1936 diretto da Wesley Ruggles.

## Produzione
Il film fu prodotto dalla Paramount Pictures.

## Distribuzione
Distribuito negli Stati Uniti dalla Paramount Pictures e presentato da Adolph Zukor, il film fu proiettato in prima a New York il 7 ottobre 1936. Il 7 febbraio 1937, fu distribuito in Germania con il titolo Die zweite Mutter. Nel 1938, uscì anche in Slovenia (11 ottobre, come Druga mati) e in Croazia (31 ottobre, come Druga majka).